# Josse Narváez
José Alejandro Narváez Merlano (Sahagún, 20 de enero de 1978) es un actor, cantante y presentador de televisión colombiano. Es conocido por participar en el reality show Protagonistas de Novela en 2003 y aparecer en diversas telenovelas colombianas.
Desde 2017 hasta 2022 se desempeñó como presentador del reality show Guerreros del Canal 1.

## Carrera

### Comienzos y primeros trabajos
Llega a Bogotá a la edad de cinco años y desde muy joven muestra una inclinación por el arte. Comienza formando parte de diferentes grupos musicales, como el coro y la orquesta de su escuela.
Durante la grabación de una serie de televisión en una calle cerca de su escuela, atrae la atención de los productores a través de su canto. Lo invitan a participar en un espectáculo infantil llamado Imagínate, dirigido por María Angélica Mallarino y que ha ayudado a iniciar carreras artísticas o musicales de personas como Danna García y Carolina Sabino, entre otros.
En los años siguientes, Josse participó en varias telenovelas, series musicales y obras de teatro. Tras esto, se convierte en un artista a nivel nacional. También integra grupos musicales y discos que anuncian jingles.
A la edad de 16 años decide interrumpir temporalmente su carrera para dedicarse a sus estudios. Finalmente, se graduó en comunicación social y periodismo en la Universidad Externado de Colombia. Durante este período, él continúa haciendo música.

### Reconocimiento y éxito
En 2003, participó en el programa Protagonistas de novela, donde conoció a su actual esposa Cristina Hurtado. Ha aparecido en varias series y telenovelas como Por amor, La dama de Troya, Mujeres asesinas, Amor de mis amores, Decisiones, Zona rosa, La traicionera, Sinú, río de pasiones, El Comandante y Escupiré sobre sus tumbas (siendo esta la más reciente), entre otras. Sus diversas actuaciones le valieron dos nominaciones a los Premios TVyNovelas como Mejor actor de reparto de telenovela y Mejor actor antagónico de serie en 2012 y 2015, respectivamente. 
En 2009, mientras actuaba en la telenovela Oye bonita, terminó de desarrollar su primer álbum, Mi sueño. Es invitado a interpretar sus canciones en el Madisson Square Garden de Nueva York para el Día de la Independencia de Colombia y también en Miami, Florida, con artistas como Jorge Celedón, Eddy Herrera, Adriana Bottina y Silvestre Dangond, entre otros. Luego es invitado a abrir la ceremonia de los Premios TVyNovelas en Bogotá.
En 2012 continuó con su carrera musical, presentando en agosto del mismo año el vídeo de su sencillo ‘Cuando te vi llegar’, dirigido por Diego Sosa y protagonizado por su esposa Cristina Hurtado.
Entre mayo y junio de 2015, Josse grabó la película Santiago Apóstol, una producción española de José Manuel Brandariz. Él interpreta a Jesús junto a Julián Gil, quien juega el papel principal.
Entre 2024 y 2025 interpretó a Antonio Miranda en la serie colombiana Escupiré sobre sus tumbas, del canal Caracol Televisión.

### Presente
Tras un tiempo de inactividad, Narváez vuelve a la televisión, trabajando con el Canal 1 desde 2017 y desempeñándose como presentador del reality show Guerreros. Ya en 2018, su trabajo como presentador se vio recompensado siendo nominado como ‘Presentador de variedades favorito’ en los Premios TVyNovelas.

## Vida privada
Tras conocerse con la presentadora y modelo Cristina Hurtado en el reality show Protagonistas de Novela en 2003, tras varios años de noviazgo, de ires y venires en el medio televisivo, Narváez y Hurtado se casaron el 14 de septiembre de 2013 (mismo día del cumpleaños de la presentadora) en San Andrés, consolidándose como una de las parejas más duraderas de la televisión colombiana. Tienen tres hijos, Daniel -fruto de una relación anterior de ella-, Juan José.y Mateo.

## Filmografía

### Programas
| Año       | Título    | Rol         | Canal   |
| --------- | --------- | ----------- | ------- |
| 2017-2022 | Guerreros | Presentador | Canal 1 |

### Televisión
| Año       | Título                            | Personaje                   | Canal              |
| --------- | --------------------------------- | --------------------------- | ------------------ |
| 2024-2025 | Escupiré sobre sus tumbas         | Antonio Miranda             | Caracol Televisión |
| 2024      | La sustituta                      | Dr. León Andrade            | Vix                |
| 2021      | El Cartel de los Sapos: el origen | Crustáceo                   | Netflix            |
| 2017      | La Cacica                         | Félix Socarras              | Caracol Televisión |
| 2017      | El Comandante                     | Iván Fonseca                | Canal RCN          |
| 2016      | Sinú, río de pasiones             | José Díaz Granados          | Caracol Televisión |
| 2015-2016 | Celia                             | René Neira                  | Canal RCN          |
| 2015      | Diomedes, el Cacique de La Junta  | Sergio                      | Canal RCN          |
| 2014      | Fugitivos                         | Ricardo Pradilla            | Caracol Televisión |
| 2014      | La ronca de oro                   | Pepe Pardo                  | Caracol Televisión |
| 2012-2013 | ¿Quién eres tú?                   | Iván Cuéllar                | Univision          |
| 2011-2012 | La traicionera                    | Hernán Posada               | Canal RCN          |
| 2010      | La magia de Sofía                 | Tony                        | Caracol Televisión |
| 2008-2010 | Oye bonita                        | Efraín Cerquera             | Caracol Televisión |
| 2008-2009 | La dama de Troya                  | Esteban Camargo             | Canal RCN          |
| 2007      | Zona rosa                         |                             | Canal RCN          |
| 2006      | Por amor                          | Vinicio Rivero del Castillo | Canal RCN          |
| 2004      | Amor de mis amores                | Esteban Santoyo             | Canal RCN          |

### Reality
| Año  | Título                  | Rol          | Canal          |
| ---- | ----------------------- | ------------ | -------------- |
| 2003 | Protagonistas de Novela | Participante | RCN Televisión |

### Cine
| Año  | Título           | Personaje | Productor                   |
| ---- | ---------------- | --------- | --------------------------- |
| 2016 | Santiago Apóstol | Jesús     | Beverly Hills Entertainment |

## Premios y nominaciones

### Premios TVyNovelas
| Año  | Categoría                            | Telenovela o serie | Resultado |
| ---- | ------------------------------------ | ------------------ | --------- |
| 2012 | Mejor actor de reparto de telenovela | La traicionera     | Nominado  |
| 2015 | Mejor actor antagónico de serie      | Fugitivos          | Nominado  |
| 2018 | Presentador de variedades favorito   | Guerreros          | Nominado  |